# Esperela
Esperela (llamada oficialmente San Pedro da Esperela) es una parroquia y una aldea española del municipio de Baleira, en la provincia de Lugo, Galicia.

## Otras denominaciones
La parroquia también es conocida por el nombre de San Pedro de Esperela.

## Organización territorial
La parroquia está formada por dieciséis entidades de población:

### Entidades de población
Entidades de población que forman parte de la parroquia:
- A Esperela
- Cimadevila
- Corveira
- O Cádavo
- O Candín
- Os Penedos
- O Touzón
- Perrelos
- Pradeda
- Puñago
- Sanguñedo
- Valdería
- Valín
- Vilaselle

### Despoblados
Despoblados que forman parte de la parroquia:
- A Lóngara
- O Castro de Valdería

## Demografía

### Parroquia
| Gráfica de evolución demográfica de Esperela (parroquia) entre 2000 y 2019 |
|                                                                            |
| Datos según el nomenclátor publicado por el INE.                           |

### Aldea
| Gráfica de evolución demográfica de A Esperela (aldea) entre 2000 y 2019 |
|                                                                          |
| Datos según el nomenclátor publicado por el INE.                         |